# 毎熊宏介
毎熊 宏介（まいぐま こうすけ、1996年9月6日 - ）は、日本の俳優である。神奈川県出身。株式会社トキエンタテイメント所属。

## 来歴
- 2017年「ゴーストシスターズ！」が初舞台。
- 2019年10月1日よりDe-LIGHT所属となる[5]。
- 2021年3月16日、『ミュージカル「テニスの王子様」4thシーズン』に神尾アキラ役で出演することが発表される。[6][7]
- 2021年12月1日、De-LIGHTがマネジメント業務をDe-PROに移したことに伴いDe-PROの所属になった[8]。
- 2023年1月6日、De-PROが株式会社トキエンタテイメントと業務提携、事業統合したことに伴い、トキエンタテイメント所属になった[9]。
- 2024年6月14日、舞台「生き逃げ」終了後、俳優業を一時的に休業することを発表した[10][11]

## 人物
- 特技はラグビー、野球。趣味はランニング。[12]
- あだ名は「くま」[13]
- 大学時代、下北沢で観た舞台に感銘を受けたことがきっかけで「俳優をやりたい！」と思い、そのまま大学中退し俳優になった[14][15][16]
- まんぷくユナイテッドの松下遼太郎とは中学校が同じで、松下の妹と同級生だった[17]

## 出演

### 舞台
- ミュージカル「テニスの王子様」4thシーズン（2021年 - ） - 神尾アキラ 役
  - 4thシーズン お披露目会（2021年5月10日※延期[18]→2021年5月29日[19]、品川プリンスホテル ステラボール）
  - 青学VS不動峰（2021年7月9日 - 8月29日、TOKYO DOME CITY HALL 他）
  - 青学VS聖ルドルフ・山吹（2022年7月5日 - 8月28日、日本青年館 他）[20]
  - テニミュ秋の合同大運動会2023（2023年11月14日 - 15日、有明アリーナ）[21]
  - 青学vs立海（2024年1月13日 - 3月2日、TACHIKAWA STAGE GARDEN 他）[22]
  - Dream Live 2024～Memorial Match～（2024年5月25日 - 6月2日、神戸ワールド記念ホール 他）[23]

#### 2017年
- 「ゴーストシスターズ！」（2017年2月9日 - 19日、ウッディシアター中目黒） - 吉岡 役（チームB）
- 2.5次元ダンスライブ「ツキウタ。」ステージ TRI! SCHOOL REVOLUTION! Ver.BLACK（2017年3月17日 - 26日、博品館劇場） - 西山太一 役
- 「ピクトグラム」（2017年4月4日 - 9日、シアター風姿花伝）
- 「明日、Rainy Blueで」（2017年5月30日 - 6月4日、四谷フラワースタジオ）
- 「PRIDE」（2017年6月14日 - 19日、AQUA studio）
- 「リーゼント総理」（2017年7月20日 - 23日、上野ストアハウス）
- 「男おいらん」（2017年9月23日 - 10月1日、八幡山ワーサルシアター） - 陽炎衆（蓮組）
- 「ヘルプマン!〜監査編〜」（2017年11月8日 - 12日、俳優座劇場）

#### 2018年
- 「Hi☆Jack!!」（2018年1月30日 - 2月4日、築地本願寺ブディストホール） - 溝口雄介 / 藤井貴之 役（二役）
- 「ダレンジャーズ」（2018年4月25日 - 30日、築地本願寺ブディストホール） - 星川渉 役
- 「グレイテスト翔ちゃん」（2018年9月26日 - 10月1日、犀の穴） - 馬締真一郎 役
- アドリブ心理劇「レジスタンスイレブン」〜ハロウィンを守り抜け〜（2018年10月6日、コフレリオ新宿シアター）
- 「絵画回廊」（2018年11月14日 - 18日、新宿シアターモリエール）

#### 2019年
- 朗読劇「NO TRAVEL, NO LIFE」（2019年1月13日、シダックスカルチャーホール） - マルチ
- 「バグバスターズ ―Stage YELLOW―」（2019年3月13日 - 17日、俳優座劇場） - 辻翔太 役
- アドリブ心理劇「レジスタンスイレブン」〜集いはサクラの樹の下で〜（2019年4月7日、9日、14日、上野ストアハウス）
- 「雨のち晴れ」（2019年5月21日 - 26日、テアトルBONBON） - 田端信一 役
- 「男子はつらくないよ？？」（2019年8月7日 - 11日、有楽町よみうりホール） - コウセイ 役
- 「Get Back!!」（2019年9月22日 - 29日、俳優座劇場） - タクミ 役
- 「ティーチャーズ 〜職員室より愛を込めて〜」（2019年12月25日 - 30日、新宿シアターモリエール） - 東浩二 役

#### 2020年
- 「ダレンジャーズ2〜エンド・オブ・ウォー〜」（2020年1月23日 - 28日、六行会ホール） - 星川渉 役
- 「ハッピーハードラック」（2020年2月11日 - 24日、上野ストアハウス） - 大崎 役（ラッキーチーム）
- 「BUONO!!」（2020年4月1日 - 6日、築地本願寺ブディストホール） - 清川潔 役※2020年11月に延期[24]
- 「真夜中のオカルト公務員」（2020年10月29日 - 11月7日、新宿FACE） - 千草健二 役
- 「BUONO!!」（2020年11月25日 - 30日、築地本願寺ブディストホール） - 清川潔 役※公演中止[25]

#### 2021年
- 舞台「Want to meet!」（2021年2月3日 - 7日、池袋シアターグリーン BIG TREE THEATER）[26]※公演延期→出演なし
- リーディングドラマ「幽霊ハウス」～あなたは死んでも彼女を守れますか？～（2021年9月11日 - 12日、ヒューリックホール東京） - 田沼弥一 役[27]
- コントステージ「ミットナイト vol.1」（2021年10月9日 - 10日、歌舞伎町Sparkle）[28][29]
- 「勤人落語Ⅲ」（2021年11月3日 、5日、6日、アトリエファンファーレ東新宿）[30][31]
- 「水月鏡花 −竜馬夢双−」（2021年12月8日 - 12日、六行会ホール） - 主演 才谷梅太郎 役（鷲尾修斗とW主演）[32][33]

#### 2022年
- 舞台「ぼくらの七日間戦争 2022」（2022年2月2日2022年2月4日[34][35] - 6日、東京建物Brillia HALL） - 安永宏 役[36][37][38]
- 企画演劇集団ボクラ団議 暫定最終公演『ハンズアップ 2022』（2022年3月19日、22日、25日、26日、CBGKシブゲキ!!） - バンドベース NAOTO(寛尚人) 役[39][40]
- リーディングドラマ「幽霊ハウス」再演（2022年4月6日 - 10日、新宿村LIVE）[41] - 田沼弥一 役
- 観劇者（再）（2022年5月4日 - 8日、池袋シアターグリーン BIG TREE THEATER） - M列9番 高木蓮 役[42]
- 「勤人落語Ⅳ」（2022年10月7日、東京カルチャーカルチャー）[43]
- 舞台「新選組始末記」（2022年11月11日 - 20日、ヒューリックホール東京） - 永倉新八 役[44][45][46]
- 舞台「Collar×Malice -白石景之編-」（2022年12月22日 - 28日、こくみん共済 coop ホール／スペース・ゼロ） - 宇野詩音 役[47]

#### 2023年
- 舞台 「滄海天記  ～陽炎篇～」（2023年2月10日 - 14日、シアター1010） - ナギサ 役[48][49]
- ホチキスvol.46「播磨谷ムーンショット」（2023年4月7日 - 16日、あうるすぽっと）- 123番 役[50]
- 人狼 ザ・ライブプレイングシアター トランスミッション（2023年5月7日 - 14日、シアターサンモール） - 運び屋ジャック 役[51]
- メロメロ活劇『忍び、恋うつつ ～猿飛咲助ノ巻～』（2023年7月13日 - 18日、ザ・ポケット） - 由利鎌清 役[52][53]
- 「ブラッククローバー the Stage」（2023年9月14日 - 18日、シアター1010 他） - マグナ・スウィング 役[54]
- 「バクテン!! The Stage」（2023年10月22日 - 29日、ニッショーホール） - 七ヶ浜政宗 役[55][56]
- 「舞台 華の天羽組 -天京戦争- powerd by ヒューマンバグ大学」 （2023年12月9日 - 17日、品川プリンスホテル クラブeX）- 飯豊朔太郎 役[57][58]

#### 2024年
- 舞台「生き逃げ」 （2024年7月31日 - 8月4日、池袋シアターグリーン BIG TREE THEATER） - 主演 館山蒼 役[59][60][61]

### 映画
- ボクらの島冒日記（2022年）[62][63]

### ドラマCD

#### 2020年
- リアルファンキー童話 『MOMOTARO♂』 - 青鬼/悪ガキ3/奴隷3 役

#### 2021年
- 「噺家噺」 - 若旦那/客1/見張り/囚人 役

### イベント

#### 2019年
- 「あなたを元気にさせます vol.6」（2019年3月30日、音部屋スクエア）
- 「あなたを元気にさせます vol.7」〜被害者のスケジュールが合わなかったので、普通に元気にさせます〜（2019年7月6日、新宿ドリームストア） - 応援ゲスト
- 「駄弁るvol.2」〜2都市でしゃべりまくりまっせ〜（東京：2019年8月24日、音部屋スクエア/大阪：2019年9月1日、梅田BLOCK）
- コントイベント「笑っていいかも！？FINAL〜最後なので全て出し尽くします〜」（2019年11月1日 - 4日、大塚ドリームシアター）

#### 2021年
- De-LIGHT 2021年新春イベント〜あけましておめでとうございます〜(2021年1月24日)※中止
- 毎熊宏介 25th バースデーイベント〜the first step〜（2021年9月5日、星陵会館）
- そりパ2021～宴～（2021年11月13日、渋谷icon) - ゲスト出演[64]

#### 2022年
- 毎熊宏介 バレンタインイベント（2022年2月11日、R'sアートコート 労音大久保会館）[65][66]  ※延期
- ミュージカル「テニスの王子様」4thシーズン 青学vs不動峰　Blu-ray/DVD発売記念イベント （2022年3月20日、都内近郊） - 王子様の部のみ出演[67]
- 毎熊宏介 26th バースデーイベント〜second stage〜（2022年9月4日、R's アートコート 労音大久保会館）[68]
- 「#ゲキワラ」vol.1（2022年9月19日、全電通労働会館）[69][70]

#### 2023年
- 毎熊宏介 バレンタインイベント2023（2023年2月19日、グレースバリ新宿本店）[71]
- 木村優良 生誕祭イベント 優良会員限定サロン vol.5～あかんあかん26歳になっちゃう前にひと騒ぎじゃい～（2023年3月26日、新大久保エンタメカフェ）1部ゲスト出演[72]
- テニミュ 春の上映祭（2023年5月16日、Mixalive TOKYO Theater Mixa）[73]
- トキエンタテインメント SUPER EVENT ～Thanks and Evolution～（2023年5月28日、シアター1010）[74]
- 毎熊宏介 27thバースデーイベント（2023年11月3日、アトリエファンファーレ東新宿）[75]

2024年
- ROUND1×TOKI ENTERTAINMENT オンラインイベント（2024年3月17日）[76]
- 木村優良 優良会員限定サロン vol.11（2024年6月30日、歌舞伎町Sparkle）2部・3部ゲスト出演[77]

### 配信番組
- 胸きゅん争奪バトル 「スポきゅん！」（2020年2月11日[78] - 12月27日[79]）[80]
- 「カードゲームバラエティA×B×C」Bリーグ予選（2020年8月29日、ニコニコチャンネル（De-STYLEチャンネル））[81]
  - 出演者 - 五十嵐啓輔、千葉瑞己、戸田翔、毎熊宏介
- 「GO to FES!! Vol.1」第1部（2020年12月30日、OPENREC.tv）
- 『GAKUなしBrother's』第28回（2022年4月12日） - ゲスト出演[82]
- 高崎翔太の「高崎クリニック」第97回（2023年1月24日） - ゲスト出演[83]
- 『じゅっきま！』第88回（2024年2月15日）、第89回（2024年3月11日） - ゲスト出演[84][85]
- 毎熊宏介の「くまたま」→毎熊宏介の「くまタイム」（2023年2月20日 - 、ニコニコ生放送）[86][87]

### ミュージックビデオ
- メンズヘラクレス「バカなこと言わないで」(2018年)[88]

### ボイスドラマ
- 俳優チャット小説アプリ「KISSMILLe(キスミル) 」 『MOMENT - 今、何を成すべきか？ - 』（2024年1月7日 ※延期[89]→2024年1月28日[90] - 3月9日配信） - 久我大紀 役[91][92][93]